# Table des caractères Unicode/UAB30
Cette page contient des caractères spéciaux ou non latins. S’ils s’affichent mal (▯, ?, etc.), consultez la page d’aide Unicode.
Table des caractères Unicode U+AB30 à U+AB6F.

## Latin étendu – E(Unicode 7.0 à 13.0)
Utilisés pour l’alphabet latin, en particulier pour les transcriptions phonétiques telles que Teuthonista en dialectologie allemande, l’alphabet d’Ascoli en dialectologie italienne ou l’alphabet Rousselot-Gilliéron en dialectologie gallo-romane.

### Table des caractères
| en fr  | 0 | 1 | 2 | 3 | 4 | 5 | 6 | 7 | 8 | 9 | A | B | C | D | E | F |
| ------ | - | - | - | - | - | - | - | - | - | - | - | - | - | - | - | - |
| U+AB30 | ꬰ | ꬱ | ꬲ | ꬳ | ꬴ | ꬵ | ꬶ | ꬷ | ꬸ | ꬹ | ꬺ | ꬻ | ꬼ | ꬽ | ꬾ | ꬿ |
| U+AB40 | ꭀ | ꭁ | ꭂ | ꭃ | ꭄ | ꭅ | ꭆ | ꭇ | ꭈ | ꭉ | ꭊ | ꭋ | ꭌ | ꭍ | ꭎ | ꭏ |
| U+AB50 | ꭐ | ꭑ | ꭒ | ꭓ | ꭔ | ꭕ | ꭖ | ꭗ | ꭘ | ꭙ | ꭚ | ꭛ | ꭜ | ꭝ | ꭞ | ꭟ |
| U+AB60 | ꭠ | ꭡ | ꭢ | ꭣ | ꭤ | ꭥ | ꭦ | ꭧ | ꭨ | ꭩ | ꭪ | ꭫ |   |   |   |   |

### Historique

#### Version initiale Unicode 7.0
| v · d · m | 0 | 1 | 2 | 3 | 4 | 5 | 6 | 7 | 8 | 9 | A | B | C | D | E | F |
| --------- | - | - | - | - | - | - | - | - | - | - | - | - | - | - | - | - |
| U+AB30    | ꬰ | ꬱ | ꬲ | ꬳ | ꬴ | ꬵ | ꬶ | ꬷ | ꬸ | ꬹ | ꬺ | ꬻ | ꬼ | ꬽ | ꬾ | ꬿ |
| U+AB40    | ꭀ | ꭁ | ꭂ | ꭃ | ꭄ | ꭅ | ꭆ | ꭇ | ꭈ | ꭉ | ꭊ | ꭋ | ꭌ | ꭍ | ꭎ | ꭏ |
| U+AB50    | ꭐ | ꭑ | ꭒ | ꭓ | ꭔ | ꭕ | ꭖ | ꭗ | ꭘ | ꭙ | ꭚ | ꭛ | ꭜ | ꭝ | ꭞ | ꭟ |
| U+AB60    |   |   |   |   | ꭤ | ꭥ |   |   |   |   |   |   |   |   |   |   |
| U+AB70    |   |   |   |   |   |   |   |   |   |   |   |   |   |   |   |   |
| U+AB80    |   |   |   |   |   |   |   |   |   |   |   |   |   |   |   |   |
| U+AB90    |   |   |   |   |   |   |   |   |   |   |   |   |   |   |   |   |
| U+ABA0    |   |   |   |   |   |   |   |   |   |   |   |   |   |   |   |   |
| U+ABB0    |   |   |   |   |   |   |   |   |   |   |   |   |   |   |   |   |

#### Compléments Unicode 8.0
La taille du bloc Latin étendu – E a été réduite en retirant les points de code U+AB70 à U+ABBF jusqu’alors réservés et non affectés (afin d'y affecter un nouveau bloc pour étendre le syllabaire chéroki). Cette allocation initiale avait surestimé les besoins immédiats pour l'écriture latine. Ce changement, purement formel, n’entraine aucune modification dans les documents existants correctement codés dans l’écriture latine (mais peut tromper d’anciens logiciels encore basés sur Unicode 7.0 et qui analyseraient un texte écrit en chérokie sans s’appuyer sur les propriétés des caractères définis pour en déterminer l’écriture correcte et le segmenter alors à tort selon les différentes écriture utilisées, ou bien pour en déterminer le style de rendu typographique et linguistique le mieux approprié).
| v · d · m | 0 | 1 | 2 | 3 | 4 | 5 | 6 | 7 | 8 | 9 | A | B | C | D | E | F |
| --------- | - | - | - | - | - | - | - | - | - | - | - | - | - | - | - | - |
| U+AB60    | ꭠ | ꭡ | ꭢ | ꭣ |   |   |   |   |   |   |   |   |   |   |   |   |

#### Compléments Unicode 12.0
| v · d · m | 0 | 1 | 2 | 3 | 4 | 5 | 6 | 7 | 8 | 9 | A | B | C | D | E | F |
| --------- | - | - | - | - | - | - | - | - | - | - | - | - | - | - | - | - |
| U+AB60    |   |   |   |   |   |   | ꭦ | ꭧ |   |   |   |   |   |   |   |   |

#### Compléments Unicode 13.0
| v · d · m | 0 | 1 | 2 | 3 | 4 | 5 | 6 | 7 | 8 | 9 | A | B | C | D | E | F |
| --------- | - | - | - | - | - | - | - | - | - | - | - | - | - | - | - | - |
| U+AB60    |   |   |   |   |   |   |   |   | ꭨ | ꭩ | ꭪ | ꭫ |   |   |   |   |